# Guillaume de Tournemire
Guillaume de Tournemire, né le 18 juillet 1901 à Tours et mort le 16 août 1970 à Sarroux (Corrèze), est un militaire et pentathlète français.
Militaire de carrière, il participe à la guerre du Rif, puis à la lutte contre les rebelles dans le sud marocain, entre 1925 et 1931. Après la défaite de 1940 au début de la Seconde Guerre mondiale, il prend la tête du mouvement de jeunesse Compagnons de France. Pétainiste convaincu mais sans attraits pour la collaboration, il combat les tentatives de politisation de son mouvement, jusqu'à ce qu'il soit convaincu par certains de ses éléments de se rapprocher de la résistance giraudiste ; cela se traduit finalement par l'engagement de la plupart des cadres des CdF dans le sous-réseau Druides du réseau de renseignement Alliance, Tournemire y compris.

## Biographie

### Famille et formation militaire
Né au sein de la famille de Tournemire, en 1901 à Tours, Guillaume de Tournemire se tourne vers la voie militaire, tout comme son père, officier de cavalerie. Il est diplômé de l'École spéciale militaire de Saint-Cyr, promotion La Devise du drapeau (1920-1922).
De son mariage en 1932 ou 1934 avec Magdeleine de Montesquieu, il a eu trois filles et quatre fils dont :
- Guillaume de Tournemire (1936), qui épouse en 1968 Hélène de Gourcuff[5] (1939-2023)[6] ;
- Pierre de Tournemire (1940) épouse en 1966 Sabine d’Hubert (1939)[4] ;
- Alain Marie de Tournemire (1941-2012)[7], épouse en 1968 Nicole Marcelle Marie Claude Desrousseaux de Vandières[4] (1946-1983)[8], puis Agnès Tassin. Il est le père de Gaspard Dominique Marie de Tournemire (1971), qui épouse en 1997 Florence Geneviève Pécresse (1972), sœur de Jérôme Pécresse.
- Aymeric de Tournemire (1943-1997), épouse en 1968 Christine de Rousiers (1945)

### Carrière
À l'issue de sa sortie de Saint-Cyr, il entre dans la cavalerie, au 13e Dragons à Saumur, puis part chez les spahis en Algérie.
En 1924, il participe aux Jeux olympiques d'été en pentathlon moderne de Paris ; il finit 23e sur 38 en individuel, et médaillé d'argent par équipe, ce qui lui vaut une lettre de félicitations du ministre de la Guerre.
Il arrive au Maroc en 1925 où il est affecté au 23e Spahis, et rencontre le résident général, le maréchal Lyautey. Il y rencontre également pour la première fois le maréchal Pétain, venu coordonner les forces franco-espagnoles qui organisent une action durant la guerre du Rif. Sans action d'éclat à son actif, il demande en 1926 à rejoindre le service des renseignements au Maroc, qui prend pour nom en 1927 le service des Affaires indigènes ; il y aide à pacifier le Tafilalet, rejoignant le bureau d'Erfoud — où il rencontra Gaston Parlange — puis son affectation en tant que chef de poste à Aoufous, où il reste trente mois. Il y dirige une action victorieuse contre les rebelles Ait Hamou, mais celle-ci ayant été faite sans avertir le commandement local, celui-ci sanctionne durement Tournemire, jusqu'à ce que le maréchal Franchet d'Esperey vienne le soutenir en personne. En novembre 1928, il quitte Aoufous pour Tarda, jusqu'à l'occupation de Taouz. En 1931, il est sous les ordres du capitaine Henri de Bournazel,, et prend le commandement du 46e goum marocain. Il affronte dans ces années en duel un chef de la dissidence marocaine ; Tournemire est grièvement blessé mais tue son adversaire, et obtient décoration et citation pour cette action,. Il est décoré de la croix de chevalier de la Légion d'honneur en janvier 1932, au moment où le Tafilalet est réputé désormais pacifié.
Deux mois plus tard, il rentre en France pour suivre le cours d'instruction à Saumur ; à l'issue de celui-ci, Lyautey lui propose de devenir son officier d'ordonnance, mais il refuse, préférant entrer dans une division mécanisée, . En 1932 ou 1934, il épouse Magdeleine Marie Anne de Secondat de Montesquieu. Il se retrouve ensuite à la 1re division légère mécanique à Reims. En 1939, il entre à l'école supérieure de guerre.

#### Seconde Guerre mondiale
Durant la bataille de France, Tournemire est tour-à-tour à l'état-major de la 61e division d'infanterie, puis à la 1re brigade de dragons portés, et enfin à la 6e brigade légère mécanique (3e division légère mécanique). Après l'armistice, il est affecté en tant que capitaine au 2e régiment de hussards, mais accepte la proposition de poste qui lui est faite par le Secrétariat à la Jeunesse : inspecter les Chantiers de la Jeunesse, qui viennent d'être créés. En novembre 1940, Georges Lamirand, responsable de l'administration de la Jeunesse, lui demande de s'occuper de la population étudiante parisienne, fortement réprimée après la manifestation du 11 novembre. Il introduit une heure et demie de sport hebdomadaire, ainsi que des sections d'enseignement technique dans les facultés. Il crée également le Service des Étudiants Parisiens, qui va à la fois apporter une assistance sociale et économique aux étudiants, et leur proposer une formation civique à travers de nombreuses conférences, suivant la demande du gouvernement de redresser moralement la jeunesse. Toutefois, ce service évite d'aborder dans ses conférences les questions liées à la politique actuelle, dans le but de rétablir le calme entre les étudiants et les autorités d'occupation.
En mai 1941, il est proposé à la tête du mouvement de jeunesse vichyste des Compagnons de France, composé d'une jeunesse plus populaire que les universités parisiennes, qui vient de connaître quelques différents entre leur fondateur, Henri Dhavernas, et les responsables compagnons, ces derniers souhaitant que le mouvement reste le plus apolitique possible. La candidature de Tournemire, poussé par Louis Garrone, directeur de la Jeunesse, est avancée par les responsables des Compagnons pour contrer celle d'Armand Petitjean, rédacteur à La Nouvelle Revue française et proche de la collaboration. Tournemire accepte, souhaitant notamment s'installer en zone libre.
Plus proche de la Révolution nationale et de la presse catholique, Tournemire obtient que sa nomination soit confirmée par Pétain et lui seul. Très bon meneur d'hommes, il s'implique plus fortement que son prédécesseur dans la vie des Compagnons, y propageant la tradition militaire. Certains de ses collaborateurs du SEP le rejoignent avec enthousiasme chez les CdF. C'est toutefois un adepte d'un certain anti-intellectualisme, attribuant la défaite à l'incapacité des politiques à répondre aux besoins de la population. Fidèle absolu de Pétain, c'est également un catholique fervent. Il écarte de la rédaction du bulletin du mouvement les membres qui préféreraient un rapprochement plus étroit avec le IIIe Reich, et réclame l'indépendance financière et politique vis-à-vis du gouvernement. Ce dernier, notamment durant le gouvernement Laval, tente de limiter les subventions qu'il reçoit, et de mettre fin au soutien moral que Pétain lui apporte. Une crise éclate lorsque certains membres ont la tentation d'utiliser les « Compagnons » comme d'un vivier pour le service d'ordre légionnaire : pour Tournemire, « On n'a pas le droit de jeter les gosses qui nous sont confiés dans un domaine de guerre où le danger est permanent. On ne nous les a pas confiés pour en faire des soldats, mais pour les élever. » Le soutien de Lamirand, nouveau secrétaire général à la Jeunesse, permet à Guillaume de Tournemire de conserver le contrôle sur le mouvement. Le président des Compagnons peut condamner la collaboration, ou la Rafle du Vélodrome d'Hiver, sans risquer sa place. Il s'assure dans le même temps que ses protégés ne puissent être exposés à une potentielle dissidence, même si le mouvement accueille parfois des réfugiés juifs sous de faux noms. Mais Tournemire ne s'oppose pas ouvertement au STO, incitant au départ mais cachant les requis : sa position médiane, permettant une certaine résistance passive tout en maintenant le respect de la loi, s'infléchit à la fin de l'année 1942. Ses déclarations anti-gaullistes et anti-communistes ont toutefois fortement limité la possibilité pour son mouvement de s'associer aux différentes tendances de la Résistance intérieure.
Reçu par Pétain le 12 novembre 1942, au lendemain de l'occupation de la zone libre, il lui fait part de sa volonté d'engager un jour les « Compagnons » pour reprendre le combat. Pétain semble l'encourager dans sa démarche. De fait, Georges Lamarque, inspecteur général des « Compagnons » et membre du réseau de renseignement Alliance, dirigé par Marie-Madeleine Fourcade, depuis novembre 1941, propose d'organiser l'armement de l'ensemble du mouvement (17 000 hommes) via les Britanniques. Au mois de juillet 1942, Tournemire rencontre Léon Faye, chef militaire de l’Alliance, et s'accorde avec lui sur la création d'un réseau au sein des CdF, et l'utilisant comme couverture, tout en étant lié au réseau de résistance. Avec la nomination de Giraud à Alger, Tournemire peut se rapprocher de la résistance active sans renier ses précédentes positions. Le 22 novembre 1942, c'est chose faite : l'engagement des « Compagnons » dans l’Alliance est acté par un accord entre Tournemire et Fourcade, par l'intermédiaire de Lamarque. En mars 1943, Lamarque prend le commandement du sous-réseau Druides, qui va comporter de nombreux cadres des « Compagnons », à commencer par Tournemire lui-même, sous le pseudonyme de Dispater, et compter jusqu'à 200 membres.
Guillaume de Tournemire a également des contacts avec l'Organisation de résistance de l'Armée, par l'intermédiaire du général Georges Revers. En août 1943, son oncle Henri de Tournemire est arrêté par la police allemande ; il s'agit en fait d'une méprise, car c'est bien Guillaume qui est visé. Ce dernier finit par passer dans la clandestinité avant septembre 1943, laissant le commandement des « Compagnons » à François Huet. Il tente de convaincre Pétain de continuer à sauvegarder les CdF, tandis que le gouvernement Laval profite de la situation pour proposer la dissolution du mouvement. Le 21 janvier 1944, les Compagnons de France cessent d'exister, mais Tournemire et les Druides continuent leur action clandestine, mettant en place une liaison avec Giraud. Ils font notamment passer le plan complet des défenses côtières du littoral méditerranéen, et de l'arrière-pays, en vue du débarquement de Provence, tout en gardant leur indépendance vis-à-vis de l'Alliance, désormais rattachée au BCRA gaulliste.
À la Libération, Tournemire maintient sa confiance envers Pétain, au point d'arborer la Francisque aux côtés de la Croix de Lorraine.

### Fin de carrière
Il prend le commandement du 1er régiment de chasseurs d'Afrique à Rabat en 1946. Il y prend sa retraite militaire, et obtient ensuite un poste à la Banque d'état. Il décède le 16 août 1970 à Sarroux ; il est enterré au cimetière de Sarroux.

## Décorations
Guillaume de Tournemire a reçu les décorations suivantes :
- Commandeur de la Légion d'honneur (décret du 15 janvier 1951) remise le 2 mai 1951 par le général Alphonse Juin ;
  -  Officier de la Légion d'honneur (arrêté du 19 février 1941 pour prendre rang du 9 juin 1940) remise le 28 décembre 1950 ;
  -  Chevalier de la Légion d'honneur (décret du 24 décembre 1931) remise le 18 janvier 1932 par le général Antoine Huré.
- Croix de guerre des Théâtres d'opérations extérieurs (5 citations) ;
- Médaille coloniale avec agrafe en vermeil "Maroc 1925-26" et agrafe en argent "Maroc" ;
- Insigne des blessés militaires (2 blessures en 1931) ;
- Officier du Ouissam alaouite (Maroc) ;
- Médaille de la Paix au Maroc (Espagne).